# 뒤통수 조심해라
"뒤통수 조심해라"(Watch Your Back)는 한국에서 제작된 노진성 감독의 2002년 영화이다. 김상일 등이 주연으로 출연하였다.

## 출연

### 주연
- 김상일